# Fermetures de lignes ferroviaires en France

Exemple de l'évolution du réseau ferré dans le département des Bouches-du-Rhône de 1830 à 2020.

Les fermetures de lignes ferroviaires en France depuis la fin des années 1920 représentent un total de plus de 38 000 kilomètres comprenant au moins 18 000 kilomètres du réseau d'intérêt général et la quasi-totalité des 20 291 kilomètres du réseau d'intérêt local.

## Disparition du réseau d'intérêt local
La quasi-totalité du réseau d'intérêt local de 20 291 kilomètres en 1928 a disparu à l'exception de 70 kilomètres de lignes encore exploitées et de quelques lignes touristiques.
Les fermetures de lignes, pour la  plupart totales avec suppression concomitante du  service voyageurs et de la desserte marchandises, débutent dès la fin des années 1920, et sont massives dans les années 1930. Après quelques réouvertures au cours de la Seconde guerre mondiale, ce réseau était réduit de moitié en 1948 à environ 10 000 kilomètres. Après la reprise des fermetures à la fin des années 1940 et dans les années 1950, les lignes d'intérêt local ne représentaient plus que quelques centaines de kilomètres vers 1960 avant la disparition de ce réseau secondaire.

## Fermetures de lignes d'intérêt général
Après suppression depuis les années 1930 d'au moins 18 000 kilomètres de lignes, réouvertures de quelques tronçons et construction de plus de 3 500 kilomètres de nouvelles lignes dont  2 700 kilomètres de réseau à grande vitesse, le réseau d'intérêt général qui atteignait  42 600 kilomètres à son maximum en 1929 est réduit en 2022 à 28 932 kilomètres dont environ 26 600 kilomètres de lignes actives et plus de 2 200 kilomètres de lignes non exploitées. 

### Jusqu'en 2010
Après une première vague, massive mais limitée pour l'essentiel à la suppression de la desserte voyageurs en 1938 et 1939, à la suite des mesures de coordination des transports, les fermetures reprennent après la Seconde Guerre mondiale et s'étendent aux lignes encore ouvertes au trafic marchandises.
Kilométrage de fermetures par périodes 
| Années                  | jusqu’en 1939 | 1940-1949 | 1950-1959 | 1960-1969 | 1970-1979 | 1980-1989 | 1990-1999 | 2000-2009 | Total  |
| ----------------------- | ------------- | --------- | --------- | --------- | --------- | --------- | --------- | --------- | ------ |
| Fermeture voyageurs     | 9 539         | 2 442     | 2 088     | 2 267     | 2 799     | 1 012     | 438       | 297       | 20 878 |
| Fermetures marchandises | 117           | 1 347     | 3 088     | 1 614     | 3 225     | 3 970     | 3 197     | 589       | 17 130 |

Notes : les kilométrages de fermetures voyageurs et marchandises ne se cumulent pas. Les fermetures au trafic marchandises portent pour la plupart sur des lignes antérieurement fermées à la desserte voyageurs ou dans certains cas sur des fermetures concomitantes à ces deux types de desserte. Il faut ajouter au total des fermetures de lignes marchandises celles des dessertes voyageurs où ne circulaient plus de trains de fret, ce qui ne représente cependant qu'une très faible longueur et uniquement dans la période récente.  En déduction, il faut tenir compte de quelques réouvertures de lignes aux voyageurs (784 kilomètres au total mais la majorité étaient restées exploitées en fret) et de lignes de marchandises rouvertes. Après ces ajustements, le solde des lignes définitivement fermées en 2010 était vraisemblablement proche de  ce total de 17 000 kilomètres. 
Après ces fermetures et la construction de nouvelles lignes classiques (794 kilomètres) et de TGV (2 526 kilomètres), le réseau de RFF existant en 2009 s'étendait sur 29 213 kilomètres dont 24 367 kilomètres de lignes ouvertes aux voyageurs et de 4 824 kilomètres de lignes limitées au fret.

### Depuis 2010
À la suite des fermetures intervenues au cours de la dernière décennie, la longueur du réseau fermé en 2022 depuis l'origine est nettement supérieur au total constaté en 2010.
La desserte voyageurs a été supprimée depuis 2011 sur un ensemble de 386 kilomètres de tronçons de lignes non exploitées pour le transport de marchandises et ne faisant l'objet d'aucun projet effectif de réouverture (travaux en cours ou décision de financement de réfection de la voie). Les fermetures temporaires pour travaux en cours ou dans l'attente de réfection, pour beaucoup sur une longue période, ne sont donc pas comprises dans ce tableau. 
| Lignes                         | km  |
| ------------------------------ | --- |
| Avallon-Autun                  | 87  |
| Sarreguemines-Bitche           | 39  |
| Verdun-Saint-Hilaire-au-Temple | 90  |
| Ussel-Laqueuille               | 40  |
| La Ferté-Milon-Fismes          | 39  |
| Oyonnax-Saint-Claude           | 31  |
| La Madeleine-Comines           | 13  |
| Etang - Autun                  | 15  |
| Busseau-sur-Creuse - Felletin  | 32  |
| Total                          | 386 |

En 2022, les lignes de SNCF Réseau s'étendent sur 28 932 kilomètres comprenant 1 700 kilomètres de lignes exclusivement fret non circulées et 387 kilomètres d'autres lignes non actives (ce qui correspond à l'ordre de grandeur des lignes voyageurs fermées), soit un réseau exploité de 26 895 kilomètres.
Le réseau n'accueillant que des trains de fret en 2020 est réduit à 3 600 kilomètres (dont 1 900 kilomètres exploitées et 1 700 kilomètres non circulées) contre 4 846 kilomètres en 2009. Les fermetures de lignes au cours de la décennie 2010 sont donc au minimum de 1 200 kilomètres.

## Récapitulatif
Évaluations en ordres de grandeurs.
| Fermetures                   | km     |
| ---------------------------- | ------ |
| Total jusqu'en 2009          | 17 000 |
| Lignes voyageurs depuis 2010 | 339    |
| Lignes fret depuis 2010      | 1 200  |
| Total depuis 1930            | 18 539 |

| Évolution du réseau               | km       |
| --------------------------------- | -------- |
| Longueur du réseau en 1929        | 42 600   |
| Déduction des fermetures          | - 18 500 |
| Lignes nouvelles TGV              | + 2 800  |
| Lignes nouvelles classiques       | + 800    |
| Longueur du réseau ouvert en 2022 | 27 800   |

Le réseau ouvert comprend plusieurs centaines de kilomètres de lignes fret non parcourues.

## Statut juridique des lignes fermées

### Ligne neutralisée
Une ligne est neutralisée (en totalité ou sur une partie) lorsque son accès est bloqué par des moyens physiques (traverses en croix, boulon bloquant l'aiguille d'accès) mais peut être rouverte après la prise de mesures techniques de sauvegarde.

### Ligne fermée
Une ligne est fermée (en totalité ou sur une partie) lorsque le conseil d'administration de SNCF Réseau a prononcé sa fermeture, après avoir soumis son projet au Conseil régional compétent pour organiser les transports ferroviaires régionaux de voyageurs (conformément à l'article 22 du décret n°97-444) et pour laquelle le ministre des transports n'a pas exprimé d'opposition. La ligne peut être fermée et la voie maintenue en place, soit pour des besoins de défense nationale, soit pour la mise à disposition d'un tiers (cyclo-draisine, chemin de fer touristique, collectivité), soit à la demande du ministre en vue d'un usage ultérieur.
Les lignes ou sections de ligne fermées ne font plus partie du réseau ferré national. 

### Ligne retranchée
Une ligne est retranchée (en totalité ou sur une partie) lorsque le conseil d'administration de Réseau ferré de France a prononcé son retranchement. Introduit à la création de RFF en 1997, le retranchement de ligne n'existe plus depuis la parution du décret n°2006-1517 du 4 décembre 2006. Durant cette période, le retranchement d'une ligne emportait son retrait du réseau ferré national.
Si la possibilité de retranchement de lignes n'existe plus, les lignes retranchées entre 1997 et 2006 sans changement de statut ultérieur relèvent toujours de ce statut.

### Ligne déclassée
Une ligne est déclassée (en totalité ou sur une partie) lorsque SNCF Réseau en a prononcé le déclassement, après autorisation de fermeture sans maintien de la voie. SNCF Réseau peut procéder au déclassement :
- unilatéralement dans les cinq ans à la suite de l'autorisation de fermeture (article 4 du décret n°2019-1516 relatif aux règles de gestion domaniale applicables à la société SNCF Réseau) ;
- après autorisation du ministre des transports au-delà de cinq ans à la suite de l'autorisation de fermeture (article 3 du décret n°2019-1516).

Lorsqu'elle est déclassée, la ligne passe du domaine public au domaine privé. Une fois la ligne déclassée, SNCF Réseau peut vendre les terrains.
Avant la transformation de la SNCF de société d'économie mixte en Établissement public industriel et commercial le 1er janvier 1983, les terrains des voies ferrées déclassées exclues du Domaine public restaient propriété de l'État qui pouvait les vendre via le service des Domaines dépendant de la Direction générale des Impôts. Une part importante des terrains des lignes fermées jusque dans les années 1970 a été vendue aux agriculteurs riverains. Quelques tronçons ont été acquis par les collectivités, communes ou départements, pour la réalisation de routes. Cependant, dans des secteurs difficilement valorisables l'État est resté propriétaire de ces terrains ce qui permet la réalisation de voies vertes sur des lignes précocement déclassées par exemple, celle projetée sur la ligne de Saint-Sébastien à Guéret déclassée en 1954 et déferrée en 1957.
À partir de 1983, l'EPIC a reçu en dotation les biens du domaine public et privé antérieurement concédés à la SNCF. Après déclassement, ces biens pouvaient être aliénés par la SNCF puis par RFF, cependant tenus de les proposer en priorité aux collectivités publiques.

## Contestations des déclassements
Des recours déposés devant la juridiction administrative par la Fédération nationale des associations d'usagers des transports (FNAUT) attachée au maintien de la vocation ferroviaire du réseau ont abouti à l’annulation par le Conseil d'État de 2003 à 2006 de plusieurs déclassements de voies ferrées au motif de l'absence d'étude d'impact, notamment celle de Serqueux à Dieppe sur laquelle a été aménagée l'avenue verte et la ligne Caen-Flers.
À la même époque, l’Association française pour le développement des véloroutes et des voies vertes, la Fédération française des usagers de la bicyclette, la Fédération française de cyclotourisme et Les Amis de la nature, sans oublier la FNAUT, ont adopté une « Charte des Voies vertes et voies ferrées » demandant  que seules les voies ferrées sans usage ferroviaire prévisible à long terme soient transformées en voie verte et qu’en cas de doute  l’emprise intégrée à une Voie Verte mais non retranchée du réseau ferré national reste propriété de RFF, « qui peut la louer ou la prêter à une collectivité territoriale ». La Charte demandait que lors de la création d'une voie verte  sur les plateformes suffisamment larges (lignes à double voies), une voie ferrée soit préservée.
Par la suite, la plupart des voies vertes ont été aménagées sur l'emprise restant propriété de SNCF Réseau par « transfert de gestion pour des projets non ferroviaires » par application de l'article 23 du décret 97-444, qui prévoit la possibilité d'un retour à une exploitation ferroviaire. 
Certaines lignes déclassées ont été rouvertes pour le fret ou la desserte voyageurs.

## État des anciennes lignes
L'état physique des anciennes lignes ne coïncide pas toujours avec leur statut juridique.
La majorité des lignes précocement déclassées ont été déferrées.
12 499 kilomètres avaient été déferrés en 2010. 
| Années                 | jusqu’en 1939 | 1940-1949 | 1950-1959 | 1960-1969 | 1970-1979 | 1980-1989 | 1990-1999 | 2000-2009 | Total  |
| ---------------------- | ------------- | --------- | --------- | --------- | --------- | --------- | --------- | --------- | ------ |
| Lignes déferrées en km | 6 754         | 1 802     | 1 322     | 1 361     | 1 010     | 206       | 44        | 0         | 12 499 |

Quelques lignes ont été déferrées depuis 2010, notamment pour la création de voies vertes.
Les rails sont restés en place sur certaines lignes déclassées ce qui permet l'exploitation de vélorails ou de trains touristiques.
Les anciennes voies ferrées comprennent :
- des lignes disparues, la plupart de celles précocement déclassées dont les terrains ont été vendus, dans zones urbaines ou périurbaines où les terrains ont été utilisés pour des opérations d'urbanisme, dans certaines régions de grandes cultures où leur tracé a disparu dans les remembrements. Quelques vestiges sont généralement visibles, ouvrages d'art, anciennes maisons de garde-barrières, quelques talus ou passages en tranchées mais sans continuité.  Environ 10 % de la longueur des lignes d'intérêt général aurait disparu, cette proportion atteignant les deux-tiers en ce qui concerne les lignes d'intérêt local, souvent établies, non en site propre mais au bord des routes en accotement  ensuite absorbés par les élargissements[11].
- lignes déferrées au parcours enfoui sous une épaisse végétation mais dont l'emprise est restée propriété publique en totalité ou sur des tronçons de continuité appréciable.
- des lignes non déferrées, certaines non visibles, la voie étant recouverte de végétation souvent arborée.
- des chemins ruraux,
- des sentiers ou chemins de randonnée pédestre
- des routes, pour la plupart secondaires sauf anciennes lignes à double voies.
- des chemins de randonnée, praticables à pied, certains plus ou moins cyclables à VTT ou vélo tous terrains.
- des voies neutralisées non exploitées.
- des vélorails et des trains touristiques.
- des voies vertes goudronnées (2 855 km) ou en revêtement stabilisé (2 478 km) soit au total 5 333 km en août 2025, plusieurs centaines de kilomètres étant en construction et en projet à cette date.